# Iberische Kapuzennatter
Die Iberische Kapuzennatter (Macroprotodon brevis) ist eine Schlange aus der Familie der Nattern und lebt auf der Iberischen Halbinsel und in Marokko.

## Merkmale
Eine kleine Natter, deren Gesamtlänge bis knapp 60 cm, gewöhnlich aber nur 40–50 cm beträgt. Der flache Kopf ist leicht vom schlanken Rumpf abgesetzt, die Schnauze ist kurz und gleichmäßig gerundet. Die sehr kleinen Augen (ca. 2 mm) stehen weit vorne am Kopf. Die Pupille ist rund bis leicht senkrecht-oval. Die Rückenschuppen sind ungekielt. Die Grundfarbe der Oberseite ist grau bis graubraun. Darauf finden sich dunkelbraune bis schwärzliche Zeichnungen. Hervorstechend ist die namensgebende, oft an eine Kapuze erinnernde Zeichnung, die in der Ausprägung sehr variabel ist. Sie beginnt auf den Scheitelschildern (Parietalia) und zieht zum Nacken, bei manchen Tieren von hier aus seitlich nach unten, so dass ein Nackenband entstehen kann. Zuweilen kann diese Zeichnung aber auch aufgelöst sein oder sich, vor allem bei nordafrikanischen Tieren, über den ganzen Kopf ausdehnen. Auf der Körperoberseite finden sich kleine dunkle Flecken, die zu undeutlichen Querbändern oder zu Längsstreifen verschmelzen können. Die Unterseite ist gelblich bis rötlich gefärbt und weist kleine graue bis braune, quadratische Flecken auf, die meist in zwei Längsreihen angeordnet sind. Die Jungtiere sind bereits wie die Alttiere gefärbt und gezeichnet.
Verwechslungen können mit der Girondischen Schlingnatter oder der Schlingnatter entstehen. Bei letzterer verläuft jedoch jederseits ein breiter, dunkelbrauner Längsstreifen vom Nasenloch durch das Auge bis zu den Halsseiten. Außerdem findet sich auf der Kopfoberseite der Schlingnatter-Arten meist eine zweischenklige, nach hinten aufgabelnde dunkle Figur („Krönchen“). Bei der Iberischen Kapuzennatter hingegen läuft die dunkle Figur nach hinten nicht gabelförmig aus, sondern ist geradrandig oder unregelmäßig zickzackförmig begrenzt und bildet eine Art Nackenbinde, während sie nach vorne spitz ausläuft.

## Verbreitung

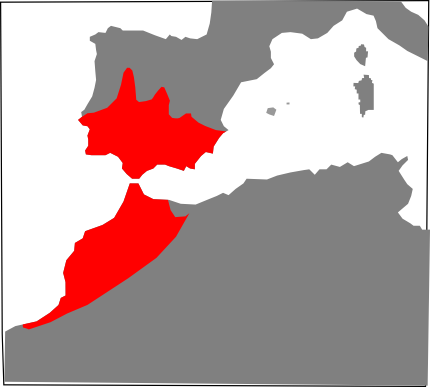
Das Verbreitungsgebiet der Iberischen Kapuzennatter.

Die Art lebt in der südlichen Hälfte der Iberischen Halbinsel, also im Süden Portugals und Spaniens, sowie im zentralen und westlichen Marokko. Im Osten Portugals dringt die Art auch weiter nach Norden vor. Daneben gibt es ein isoliertes Vorkommen nördlich von Valencia und ein nicht gesichertes isoliertes Vorkommen nahe von Ad-Dakhla in der Westsahara.

## Lebensraum
Von Meeresspiegelhöhe bis 1800 m über NN in Marokko, in Europa bis 1500 m Höhe in der Sierras Béticas in Spanien. Die Art besiedelt vornehmlich trockenes, steiniges Gelände mit Buschvegetation, trockene Wälder (häufig mit Steineichen oder Kiefern), daneben Steinbrüche, Ruinen, Feldränder und Stützmauern von Ackerterrassen.

## Lebensweise

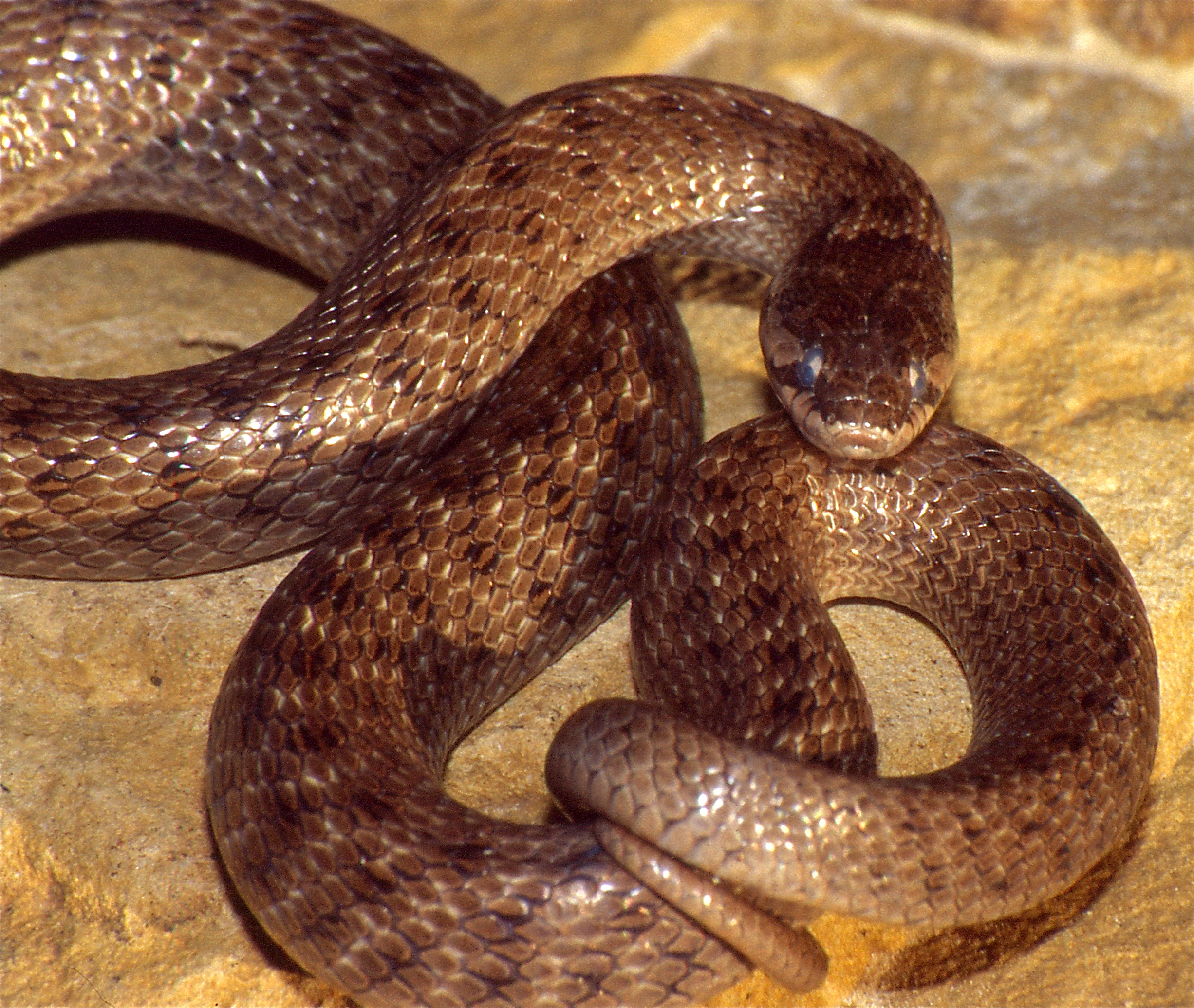

Normalerweise halten die Tiere von November bis Februar/März eine Winterruhe. Im Südosten der Iberischen Halbinsel kann die Art auch ganzjährig aktiv sein. Die Paarungen finden zwischen Mitte März und Mitte Mai statt. Im Juni/Juli legen die Weibchen 3–7 Eier von 27–42 mm Länge und 10–13 mm Breite ab, meist an feuchten, aber besonnten Stellen unter Steinen, Felsen, Schutt, Müll oder in Haufen verrottenden Pflanzenmaterials. Die Jungtiere schlüpfen im August oder September. Die Iberische Kapuzennatter ist dämmerungs- und nachtaktiv.
Die Nahrung besteht in hohem Maße aus Netzwühlen. Daneben werden auch andere Reptilien erbeutet, wie Sandläufer, Skinke, Blindschleichen und junge Nattern. Nur selten werden junge Kleinsäuger gefressen. Fressfeinde sind u. a. die Westliche Eidechsennatter, der Rotmilan und der Ichneumon.

## Gefährdung
Die IUCN listet die Art als potenziell gefährdet (near threatened) mit einem sinkenden Populationstrend. Da die Art jedoch nachtaktiv ist und nur selten an der Oberfläche beobachtet wird, ist über die tatsächliche Häufigkeit wenig bekannt. Sie gilt zwar als seltenste Natter der Iberischen Halbinsel, doch muss das nicht bedeuten, dass sie auch gefährdet ist.

## Unterarten
- Macroprotodon brevis brevis (Günther, 1862)
- Macroprotodon brevis ibericus Busack & McCoy, 1990

M. b. brevis lebt im zentralen und westlichen Marokko, während M. c. ibericus in Nordmarokko und auf der Iberischen Halbinsel vorkommt.